# Уолтерс (город, Миннесота)
Уолтерс (англ. Walters) — город в округе Фэрибо, штат Миннесота, США. На площади 0,5 км² (0,5 км² — суша, водоёмов нет), согласно переписи 2002 года, проживают 88 человек. Плотность населения составляет 170 чел./км². 
- Телефонный код города — 507
- Почтовый индекс — 56097
- FIPS-код города — 27-67900[1]
- GNIS-идентификатор — 0653749[2]